# 穆埃達區
11°38′S 39°37′E / 11.633°S 39.617°E
穆埃達區（葡萄牙語：Mueda），是莫桑比克的行政區，位於該國北部，由德爾加杜角省負責管轄，首府設於穆埃達，面積11,343平方公里，2015年人口128,510，人口密度每平方公里11人。